# Montezumia inornata
Montezumia inornata är en stekelart som beskrevs av Berton 1918. Montezumia inornata ingår i släktet Montezumia och familjen Eumenidae. Inga underarter finns listade i Catalogue of Life.